# Dok vrag ne sazna da si mrtav
Dok vrag ne sazna da si mrtav (eng. Before the Devil Knows You're Dead) je kriminalistička triler drama Sidneyja Lumeta iz 2007. U glavnim ulogama pojavljuju se Philip Seymour Hoffman, Ethan Hawke, Marisa Tomei i Albert Finney. Naslov je izveden iz irske izreke "Možeš biti u raju pola sata dok vrag ne sazna da si mrtav".

## Radnja
Napomena: Priča je ovdje prikazana kronološkim redoslijedom, a ne onako kako se razvija u filmu.
Andy Hanson je financijski direktor koji je, suočen s nadolazećom revizijom, očajan u potrazi za novcem kojim bi pokrio sredstva koja je pronevjerio od svog poslodavca. Njegov brat Hank treba novac kako bi platio alimentaciju ili će mu njegova bivša žena zabraniti da viđa kćer. Andy smišlja plan za pljačku draguljarnice njihovih roditelja, na što Hank nevoljko pristane. Andy ustvrdi kako ne može ići sam u pljačku jer je nedavno bio u četvrti zbog čega bio mogao biti prepoznat. Pretpostave da će u draguljarnici biti samo Doris, starija žena koja radi za njihove roditelje. Andy kaže kako je za pljačku potreban samo lažni pištolj te da je zločin praktički nevin jer će osiguranje isplatiti roditelje.
Bez savjetovanja s Andyjem, Hank unajmi pomoćnika koji je ujedno iskusni lopov, Bobbyja Lasordu, kako bi mu pomogao u pljački. Zapravo, Bobby će je izvršiti sam (s pravim i nabijenim pištoljem); Hank samo treba čekati u autu. Braćina majka Nanette se zatekne u trgovini mijenjanjući Doris. Pljačka krene krivim smjerom nakon što Nanette izvuče skriveni pištolj na Bobbyja, izazvavši pucnjavu. Hank pobjegne nakon što je ugledao mrtvog Bobbyja. Nanette padne u vegetirajuće stanje, umrijevši tjedan dana nakon toga u bolnici nakon što njezin muž Charles pristane da se isključe aparati. Charles, nezadovoljan radom policije, odluči sam istražiti slučaj i postane opsjednut otkrivanjem drugog kriminalca.
Hank počne sređivati brojne probleme, dok mu Andy konstantno prigovara zbog pogreške. Nakon što je uklonio dokaze koje je ostavio u unajmljenom autu korištenom tijekom pljačke, Hank se suoči s Bobbyjevim šurjakom koji zahtijeva financijsku kompenzaciju za Bobbyjevu smrt kako bi mogao uzdržavati svoju sestru, Chris, Bobbyjevu udovicu.
Hank se potajno viđa s Andyjevom ženom, Ginom, koja je bila nezadovoljna svojom vezom s mužem. Gina to otkriva Andyju u trenutku u kojem ga ujedno napušta. Nakon što je čuo za Dexovu ucjenu, Andy odluči srediti situaciju s Hankom opljačkavši svoga dilera. U dilerovu stanu ga svladaju i otmu mu novac. Hank se zatim šokira nakon što Andy ubija dilera i klijenta koji se tu slučajno zatekao. Braća odlaze isplatiti Dexa, ali Andy ga impulzivno ubije zbog straha da će ih i dalje ucjenjivati. Hank ga spriječi u namjeri da ubije Chris rekavši mu da će prvo morati ubiti njega. Andy okrene pištolj na Hanka, otkrivši kako zna za njegovu i Gininu aferu. Prije nego što je Andy uspio potegnuti okidač, Chris ga ustrijeli bratovim pištoljem. Hank napušta brata i veći dio novca i pobjegne.
Charles je slijedio sinove i otkrio kako je Andy umiješan u pljačku. Andyja premještaju u bolnicu gdje ga posjećuje otac. Iscrpljeni Andy se ispriča svojem otuđenom ocu zbog svega, objasnivši kako je Nanettina smrt bila nesreća. Charles prihvati njegovu ispriku, a zatim priključi Andyjeve elektrode na sebe i uguši sina jastukom. Dok medicinska ekipa juri kako bi pomogla Andyju, Charles odlazi.

## Glumci
- Philip Seymour Hoffman kao Andy Hanson
- Ethan Hawke kao Hank Hanson
- Albert Finney kao Charles Hanson
- Marisa Tomei kao Gina Hanson
- Rosemary Harris kao Nanette Hanson
- Brian F. O'Byrne kao Bobby Lasorda
- Aleksa Palladino kao Chris Lasorda
- Michael Shannon kao Dex
- Amy Ryan kao Martha Hanson
- Sarah Livingston kao Danielle Hanson
- Jordan Gelber kao Agent

## Produkcija
Lumet je odlučio snimiti Dok vrag ne sazna da si mrtav u visokoj rezoluciji nakon što je eksperimentirao s tim formatom u TV seriji 100 Centre Street. Na konferenciji za novinare 2007. na Njujorškom filmskom festivalu, Lumet je snimanje filma nazvao "gnjavažom" te predvidio da dokle se god distributeri i prikazivači ne dogovore o digitalnom formatu prikazivanja, fotografski film će biti izvan upotrebe.
Snimanje scene pljačke odvijalo se u Bay Terrace Shopping Center u Baysideu u Queensu. Scene u kojima Andy uzima heroin snimane su u stanu u Trump World Tower Buildingu. To se dâ zaključiti iz lokacije i kuta pod kojim se kroz prozor vide Chrysler Building i Empire State Building.

## Kino distribucija
Film je premijerno prikazan 6. rujna 2007. na Festivalu američkog filma u Deauvilleu u Francuskoj. 13. rujna 2007. je prikazan na Međunarodnom filmskom festivalu u Torontu. 26. rujna se počeo prikazivati u Francuskoj.
12. listopada 2007. se počeo prikazivati na Njujorškom filmskom festivalu, a 26. listopada 2007. krenuo u ograničenu distribuciju u Sjedinjenim Državama u dva kina, zaradivši u prvom vikendu 73.837 dolara. Prema podacima od 13. siječnja 2008., film je u svijetu zaradio 24 milijuna dolara. 15. travnja 2008. je objavljen na DVD-u i Blu-rayu.

## Kritike
Film je naišao na pozitivne reakcije kritičara. Prema podacima od 18. siječnja 2008. na Rotten Tomatoesu, 88 posto kritičara od njih 135 dalo je filmu pozitivnu ocjenu. Na Metacriticu je prikupljeno 36 recenzija, a ocjena iznosi 84 od 100. Richard Schickel iz časopisa Time svrstao je film u deset najboljih 2007., uvrstivši ga na 3. poziciju, te rekavši: "Na jednoj razini film je izvanredan i intrigantan prikaz obiteljske disfunkcionalnosti. Na drugoj, to je hladnokrvno kontrolirano ispitivanje sve luđe kriminalne gluparije. Kako god gledali, ovo je hipnotizirajući film jednog od naših najvećih majstora." Roger Ebert dao je filmu četiri zvjezdice, nazvavši ga "izvrsnim", a redatelja Sidneyja Lumeta "živućim blagom."

### Top deset ljestvice
Film se pojavio na popisima deset najboljih filmova 2007. mnogih kritičara.
| - 1. - Stephen Farber, The Hollywood Reporter - 1. - Steven Rea, The Philadelphia Inquirer - 2. - Marc Mohan, The Oregonian - 2. - Owen Gleiberman, Entertainment Weekly - 3. - Manohla Dargis, The New York Times - 3. - Richard Schickel, Time - 3. - Roger Ebert, Chicago Sun-Times - 4. - Rene Rodriguez, The Miami Herald - 5. - Marc Savlov, The Austin Chronicle - 6. - Carina Chocano, Los Angeles Times - 6. - Frank Scheck, The Hollywood Reporter | - 6. - Keith Phipps, The A.V. Club - 7. - Scott Foundas, LA Weekly (izjednačen s Ruskim obećanjima) - 8. - Jack Mathews, New York Daily News - 8. - Lou Lumenick, New York Post - 8. - Peter Travers, Rolling Stone - 8. - Ty Burr, The Boston Globe - 9. - Mick LaSalle, San Francisco Chronicle - 9. - Peter Vonder Haar, Film Threat - 10. - Philip Martin, Arkansas Democrat-Gazette - 10. - Stephen Hunter, The Washington Post |

## Vanjske poveznice
- Dok vrag ne sazna da si mrtav u internetskoj bazi filmova IMDb-a
- Dok vrag ne sazna da si mrtav na Box Office Mojo
- Dok vrag ne sazna da si mrtav na Rotten Tomatoes